# Otoniela lupercioi
Espèce
Otoniela lupercioi est une espèce d'araignées aranéomorphes de la famille des Anyphaenidae.

## Distribution
Cette espèce se rencontre au Brésil dans l'État de São Paulo, au Mato Grosso, au Mato Grosso do Sul, au Paraná et en Rio Grande do Sul, au Paraguay et en Argentine dans les provinces de Misiones et de Buenos Aires,.

## Description
Le mâle holotype mesure 4,15 mm et la femelle paratype 4,1 mm, les mâles mesurent de 3,8 à 6,5 mm et les femelles de 4,1 à 7,0 mm.

## Systématique et taxinomie
Cette espèce a été décrite par Oliveira, Alvarenga et Brescovit en 2023.

## Étymologie
Cette espèce est nommée en l'honneur de Lupercio de Oliveira, le père de Luiz Fernando Moura de Oliveira.

## Publication originale
- Oliveira, Alvarenga & Brescovit, 2023 : « On the Neotropical spider genus Otoniela Brescovit, 1997 (Araneae: Anyphaenidae, Anyphaeninae), with the description of six new species. » Zootaxa, no 5383(1), p. 1-23.